# 9M311
9M311 トレウゴリニク（ロシア語: 9М311 «Треугольник»、三角形の意）は、ソビエト連邦（現在のロシア連邦）のKBP器械製造設計局で開発された近距離防空ミサイル / 近接防空ミサイル。NATOコードネームはSA-19 グリスン（Grison）。
もっとも初期に開発された9M311を原型として、艦載型の9M311K（3M87）、輸出型の9M311-1、改良型の9M311M（3M88）、9M311-M1と、順次に発展した。最終発達型の9M311-M1では、ECCM性能が向上するとともに、射程も10kmに延伸された。
9M311シリーズは、独立したミサイル・システムとしてではなく、対空機関砲との複合システムとして装備されることが多い。陸上型の自走式対空車両としては2K22 ツングースカ、艦載型の近接防御火器システムとしてはコールチク（輸出版はカシュタン）が開発されているが、これらはいずれも30mm口径の機関砲と組み合わされている。
21世紀初頭より、後継となる9M335（57E6、NATOコードネーム：SA-22 グレイハウンド）ミサイルが実用化され、これを搭載する自走式対空車両としてパーンツィリ-S1が開発されている。

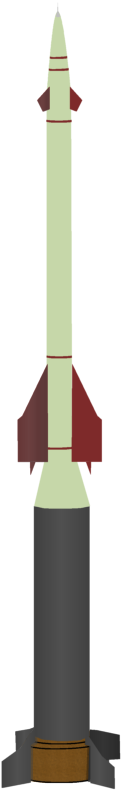
ミサイル弾体
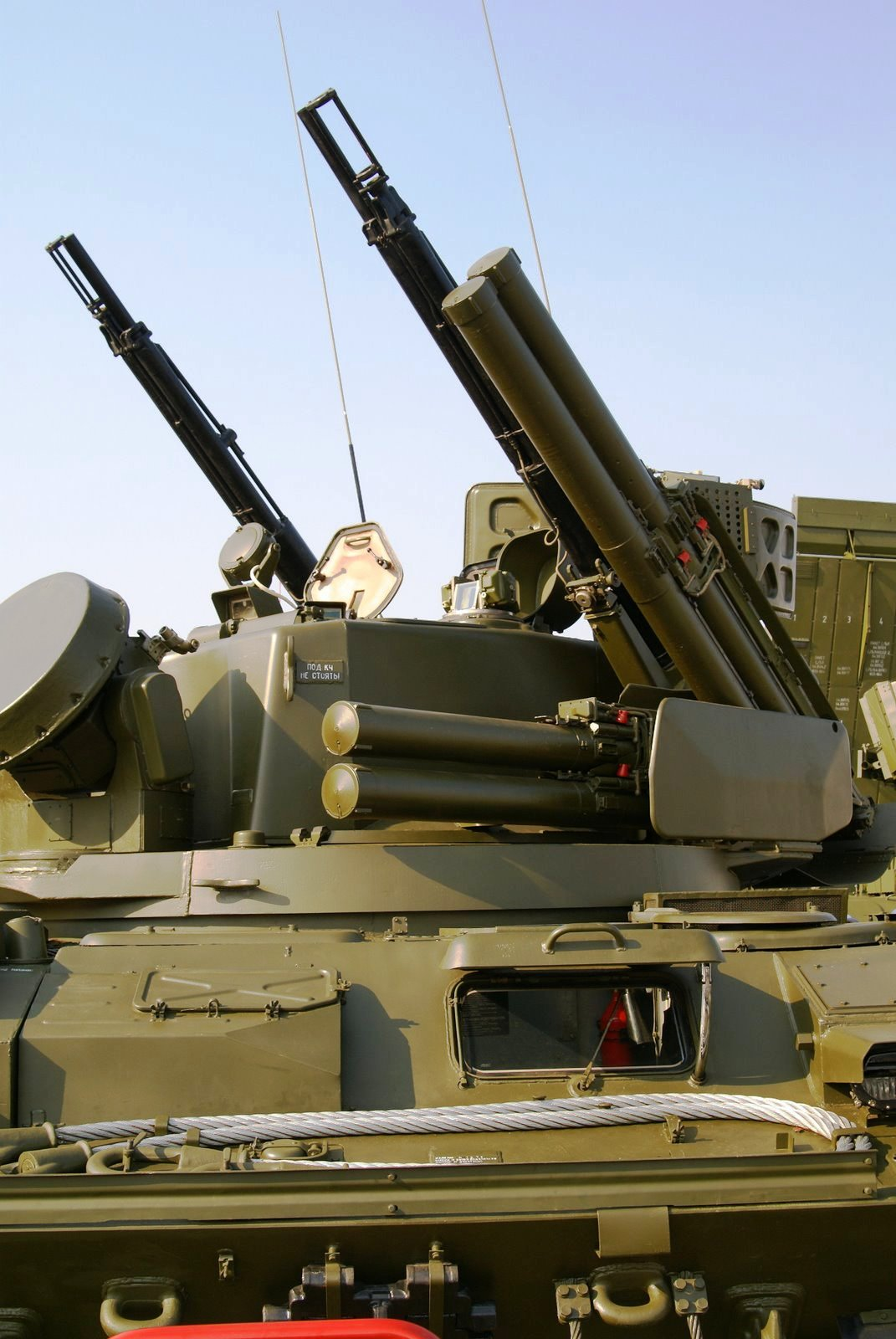
2K22 ツングースカ M-1に搭載された9M311-M1のキャニスター